# Ādaži (novads)
Ādaži (en letton : Ādažu novads) est une municipalité de Lettonie, située dans la région de Vidzeme, dont le chef-lieu est Ādaži.

## Géographie

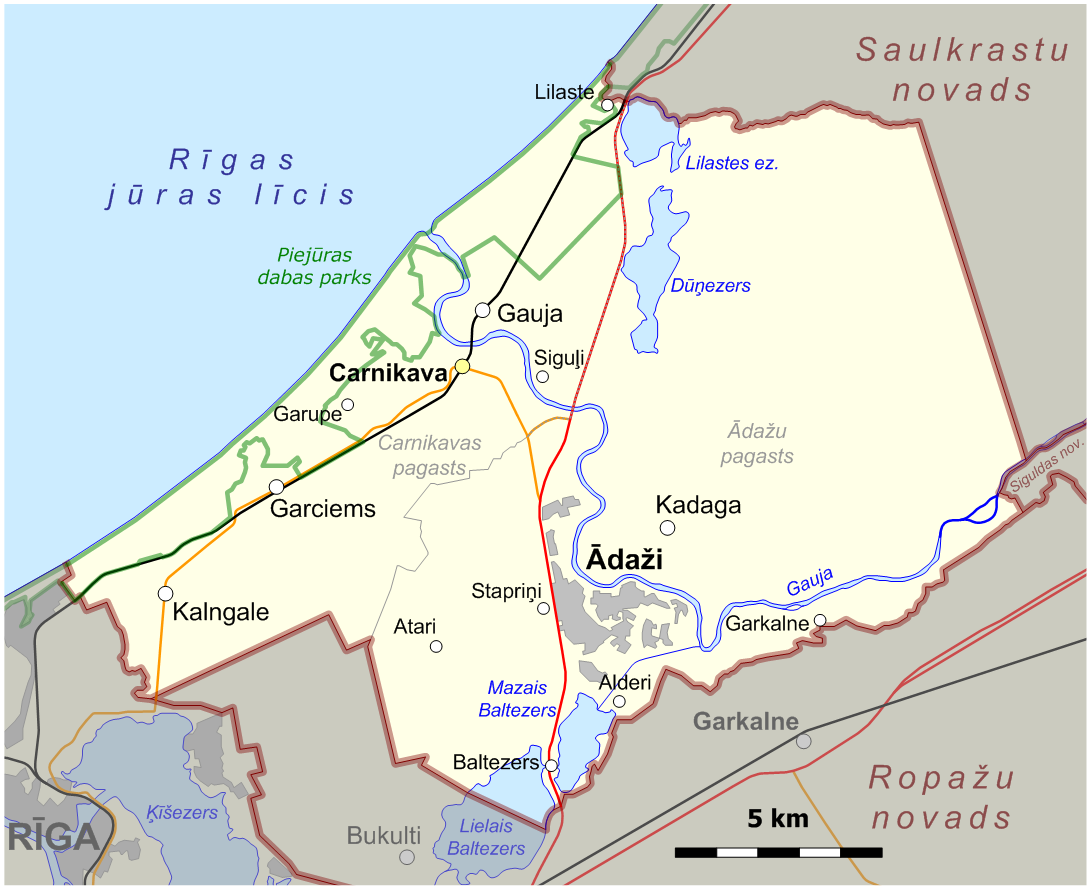
Carte de la municipalité.

La municipalité s'étend sur 243,32 km2 au centre du pays et est bordée au nord-ouest par le golfe de Riga, dans lequel se jette la Gauja après avoir traversé le territoire d'Ādaži.
Elle comprend les paroisses d'Ādaži et de Carnikava et les localités d'Alderi, Atari, Baltezers, Garciems, Garkalne, Garupe, Gauja, Kadaga, Kalngale, Lilaste, Siguļi et Stapriņi.

### Municipalités limitrophes
|               | Golfe de Riga | Saulkrasti |
| Golfe de Riga | Ādaži         | Sigulda    |
| Riga          | Ropaži        |            |

### Voies de communication et transports
La liaison routière la plus importante est la route nationale A1 de Riga à Ainaži au poste frontière avec l'Estonie, qui fait partie de la route européenne E67 .
La ligne ferroviaire Zemitāni – Skulte traverse le territoire avec des gares à Kalngale, Garciems, Carnikava, Gauja et Lilaste.

## Histoire
La paroisse d'Ādaži était une unité municipale historique avant et pendant tout le XXe siècle. Ses limites actuelles ont été définies en 1992, après la séparation de la paroisse de Carnikava.
La municipalité est créée en 2006 par la réorganisation de l'ancienne paroisse du même nom. Le 1er juillet 2021, elle est agrandie par la fusion avec l'ancienne municipalité de Carnikava. Dans le cadre de la même réforme, Ādaži obtient le statut de « ville » le 1er juillet 2022.

## Démographie
La population s'élevait à 23 281 habitants en 2024.